# Miniconomy
Miniconomy (também conhecido como MC pelos fãs) é um jogo online criado nos Países Baixos
que simula uma economia virtual. O jogo tem mais de 
139,000 jogadores registrados em 121 países diferentes,que podem jogar em inglês, espanhol, dinarmaquês, português, alemão, francês e holandês. Em janeiro de 2015, 133 rodadas oficiais foram completados,além das rodadas intermediárias. Na rodada 132b (intermediária), foram temporariamente introduzidos os arranha-céus,que estão planejados para aparecer no jogo oficial no futuro próximo.
Miniconomy é um jogo gratuito, mas é possível comprar uma membership Premium por meio de sua conta de créditos. A membership Premium permite a criação de Empresas (em inglês, Miniconomy Venture, também conhecida pela sigla MV), que permite a construção de portos, bancos, e garagems , possibilita a criação de partidos, e dá ao jogador acesso a Emoticons e textos coloridos nos fóruns (que no jogo aparecem na forma de clubes) ,além de disponibilizar ao jogador um número ilimitado de lotes que podem ser comprados . O Miniconomy ainda está se desenvolvendo e implementando novas características regularmente.

## História
A inspiração para criar o jogo ocorreu em Outubro de 2001, quando o então estudante de ciência da computação Wouter Leenards teve a ideia de criar um jogo de simulação realista, onde o comércio seria o tema principal. Com a ajuda de seu irmão, Mark Leenards, ele desenvolveu o projeto, e eventualmente criou o Miniconomy. Mark, que estudava administração de empresas na época, desenvolveu a parte econômica e comercial do jogo,enquanto Wouter fez a programação.
Os irmãos tiveram cuidado em fazer um jogo dinâmico, e como resultado situações que acontecem na vida real, como assaltos, violência, bombardeamentos, monopólios, preços artificialmente altos e falta de recursos podem acontecer .Assim como na vida real, há um sistema de governo feito pelos próprios jogadores, este sendo diferente nas quatro nações do jogo.
As primeiros rodadas foram testes de beta, com o objetivo de encontrar bugs de software e brechas no sistema econômico.Foi justamente durante esse período que o jogo cresceu bastante, atingindo 2000 jogadores ativos e 5000 contas ativadas nos primeiros 4 meses desde sua criação.Esse crescimento rápido, e o aumento nos custos de banda larga pressionaram os irmãos a encontrar maneiras de monetizar o jogo. Surgiu então a ideia das contas premium , que dariam ao jogador acesso ao cassino, um salário diário, a habilidade de usar emoticons e chat colorido, além de permitir a criação de partidos políticos e empresas bancárias e portuárias.Com a exceção do cassino, que não existe mais, todos os privilégios das primeiras contas premium foram mantidas até hoje.
Nessa época, os irmãos estavam pensando em como aplicar o jogo no sistema educacional, se inscrevendo em diversos fundos a novas maneiras de educar.Em pouco tempo, eles conseguiram ajuda do Digitalie Pioneers Grant , uma organização que ajuda programas inovadores de ação social na internet com suporte financeiro e organizacional. Assim, foi criado o administrador educacional,que permitiu que professores monitorem as ações dos estudantes e deem notas a eles.
Em Novembro de 2005, o Miniconomy começou a expandir fora da Holanda, criando um país (Virtua) onde a língua oficial é o inglês, e traduzindo o jogo inteiro para o inglês com a ajuda de um voluntário.Atualmente, há um grande número de jogadores americanos no jogo, que junto com os holandeses compõem a maior parte dos jogadores.

## Informações Gerais
Qualquer um pode se registrar no Miniconomy. O jogador começa o jogo com 1000 I-Shell (a moeda oficial do jogo),100 litros de gasolina e 10 pontos de habilidades, que podem ser utilizados para se especializar na produção de um produto(diminuindo seu custo de produção), ou até aumentar sua habilidade criminal,o que o torna melhor em cometer crimes.Com uma conta premium, que pode ser adquirida com créditos,estes comprados com dinheiro de verdade, é possível fundar uma empresa, que é basicamente uma segunda (ou terceira, ou quarta, ou quinta...) conta com acesso à certos negócios especiais(é possível construir um porto ou um banco, por exemplo), e algumas limitações (não é possível extrair recursos).A interação entre sua(s) empresa(s) e sua conta de jogador é restrita.
As rodadas duram 3 semanas, com uma semana entre elas para a implementação de novos recursos e melhorias.Há também rodadas especiais intermediárias que não contam para as estatísticas oficiais com objetivos diferentes(como, por exemplo,uma rodada  onde a cidade com o maior número de arranha-céus vence).

### Comércio
A parte principal do Miniconomy é o comércio.Os jogadores podem escolher se especializarem em 29 produtos,e podem vender e comprar em diferentes cidades, ou na própria cidade natal. É também possível exportar mercadorias para os prefeitos  das cidades, que vão usá-las para construir obras públicas.
As lojas não são ordenadas em uma rua baseadas na ordem que elas estão geograficamente, ou o número de endereço delas, mas sim pela proeminência delas nessa mesma rua. Por exemplo, a loja de número 47 pode muito bem estar na frente da de número 3,e em outro momento, não estar mais. É possível aumentar a proeminência de sua loja por meio de uma campanha de marketing, ou colocando um banner especial nela.
No final da rodada, os jogadores são classificados em um ranking baseado em sua renda líquida, e o vencedor é declarado.

### Distribuição geográfica
Inicialmente, o jogo só era disponível para jogadores holandeses; Por causa disso, o Miniconomy tem um grande número de jogadores europeus, sobretudo holandeses e belgas. Quando o jogo foi traduzido para o inglês e um país internacional foi criado (Virtua), os Norte-Americanos passaram a compor uma fatia respeitável dos  jogadores e hoje só perdem para os holandeses em número de contas ativas.

## Estrutura do jogo

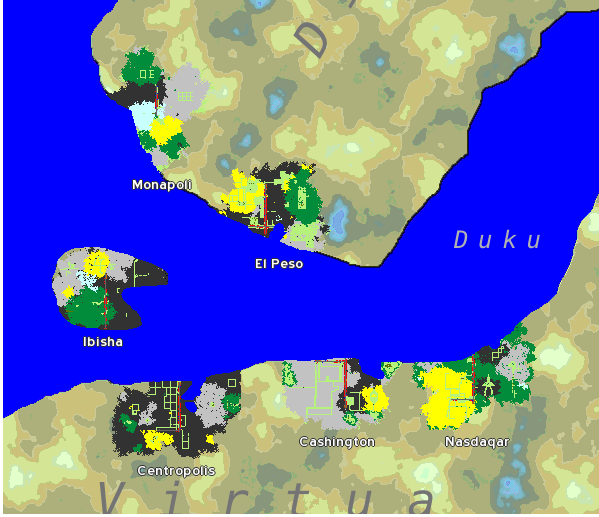
Um mapa mostrando alguns dos países: Virtua, Ibisha e Digitalië.

### Mapa
Miniconomy é composto por 4 países: Virtua, Digitalië, Cyberië, e Ibisha. Cada um dos países tem suas próprias legislações e modos de governo

#### Cyberië
Um dos países falantes do holandês no jogo, é governado por um parlamento e um presidente/vice-presidente.Nele estão presentes nove cidades
- Eurodam, a capital de Cyberië, onde há uma grande quantidade de ouro
- Zwollar , que tem árvores em abundância
- Roebelarendsveen, onde há grandes depósitos de minério de ferro
- Kronenburg, importante centro de extração de petróleo

#### Digitalië
O segundo país do jogo de língua holandesa, é governado por um rei com poder absoluto . A maior acessividade de materiais que em outros países são ilegais tornaram Digitalië em um paraíso para o crime,onde jogadores com status de fora-da-lei são respeitados.
Digitalië tem duas cidades: El Peso e Monapoli
- El Peso é a cidade mais populosa de Digitalië, seus principais recursos naturais são o ouro e o petróleo
- Monapoli é a capital de Digitalië e tem as maiores jazidas de diamante do jogo

#### Ibisha
A ilha de Ibisha é o único país do jogo com só uma cidade, e esta também se chama Ibisha. Surgiu como um país de língua espanhola, mas hoje adota o inglês como sua língua oficial. A comunidade de Ibisha é pequena e relativamente isolada de outras cidades, o que significa que a concorrência é menor.Ademais, o grande número de recursos naturais compensam parcialmente esse ponto fraco. A ilha é governada por um presidente com poder absoluto

#### Virtua
Virtua, que fica no extremo sul do mapa, é o país internacional , e sua língua oficial é o inglês. Apesar de ser composto em sua maioria por Norte-Americanos, há pessoas de todas as nacionalidades vivendo em suas fronteiras. O governo é composto pelo presidente, que é eleito pelos cidadãos de Virtua. De suas três cidades, duas proíbem a venda de armas e explosivo, exceto por nasdaqar, um micro-cosmo de criminalidade dentro de Virtua.
- Centropolis A cidade mais extensa de Virtua. Nela está a maior parte do petróleo de Virtua, e muitos produtores de derivados de petróleo vivem aqui como resultado.
- Cashington Se encontra entre as cidades de Centropolis e Nasdaqar.Há uma grande abundância de minério de ferro na região.
- Nasdaqar  É onde habitantes do país inteiro adquirem pólvora, pistolas e explosivos.As florestas de Nasdaqar são extensas, o que torna a cidade um ótimo lugar para estabelecer um negócio madeireiro.

### Produtos
Há 29 produtos no jogo ao todo,que podem ser classificados em cinco categorias: matéria prima(bruta) , produtos básicos, produtos secundários, ferramentas e produtos ilegais. Note que os produtos ilegais não são ilegais em todas as cidades.
- Matéria Prima bruta: argila, ouro, árvores, diamantes, minério de ferro, petróleo
- Produtos básicos: tijolos, ferro, plástico, madeira, chip eletrônico, gasolina, motor,bomba , vidro.
- Produtos secundários: Colete á prova de balas, câmera, alarme,telefone, computador, broca de diamante.
- Ferramentas: serrote, pá, máquina, forno, chave de fenda.
- Produtos ilegais: pólvora, explosivos, pistola.

Todos os produtos custam uma certa quantidade de dinheiro para serem produzidos. Essa quantidade pode ser reduzida comprando habilidades com seus pontos de habilidade. Essas mercadorias podem ser vendida em lojas, para serem compradas por turistas (bots que compram produtos para injetar dinheiro na economia), ou outros jogadores.Alternativamente, também podem serem exportadas ou leiloadas. O comércio de produtos ilegais é restrito, só sendo legal em Digitalië e na cidade de Nadasqar.

### Diplomas e status
É possível ganhar diplomas que te permitem exercer atividades especiais. Para ganhar um diploma, é necessário passar por um teste para demonstrar que tem amplo conhecimento sobre a profissão que vai exercer.

#### Diplomas
Testador de beta: obtido ao testar novos aspectos do jogo
Agente especial da CBI: agentes secretos que combatem cheaters e hackers
Editor: te dá o direito de escrever no jornal (fonte de notícias)
Officer: Policial, sua missão é combater o crime
Advogado: pode representar pessoas em um julgamento
MP: Membro do parlamento. O parlamento é responsável por tomar as decisões em Cyberië. Membros do parlamento são eleitos democraticamente nas eleições Cyberianas
Ministro: Ministros, junto com o presidente, formam o cabinete. Eles são responsáveis por cuidar dos negócios diários em Cyberië
Presidente: Líder eleito de Virtua, Cyberië ou Ibisha
Prefeito: responsável por governar as cidades
Padre: te dá a habilidade de casar pessoas
Professor: é a pessoa que aplica testes e dá diplomas para padres, advogados, policiais e professores, dependendo das leis do país
Guarda-costas: protege o seu cliente de explosões, tiros ou brigas.
Fiscal:monitora as transações financeiras e tem o poder de dar multas e declarar a falência de alguma pessoa.São escolhidos pelo governo
Agente imobiliário: permite que você compre e venda casas e terrenos por lucro. São necessários créditos para se tornar um agente imobiliário
Veterano:Membro do antigo conselho de veteranos, que não existe mais
Rei: Chefe de Estado de Digitalië
Consul: Apontado pelo presidente de Virtua para fazer parte do governo
Senador: membro do governo Digitaliano. Escolhidos pelos prefeitos das cidades
Assistente: Encarregado de assistir e ajudar novos jogadores. No chat, podem serem vistos pelo ícone de assistente (um homem com os braços levantados)
Recrutador: Dado àqueles dedicados em fazer o jogo crescer e se desenvolver. Cumprem objetivos dados pelo governo federal ou pelo Chefe de recrutamento, incluindo tutoriais, traduções,documentação e edição de sites externos.
Participante da rodada 50:Dado ao atingir um ativo líquido de 5000 ISH ou mais durante a rodada 50
Participante da rodada 75:Dado ao atingir um ativo líquido de 7500 ISH ou mais durante a rodada 75
Participante da rodada 100:Dado ao atingir um ativo líquido de 10000 ISH ou mais durante a rodada 100

#### Status
Cheater: dado àqueles que tiveram conduta considerada pelo jogo exploratória ( usar de contas múltiplas para se beneficiar por exemplo).Pessoas com esse status não podem participar da política, além de outras restrições
Cidadão: É o status que os jogadores tem no início do jogo
Avançado: entregue àqueles jogadores que conseguiram chegar no top-20
CoI: Captain of Industry(capitão da indústria). Status entregue quando você vence o jogo, ou fica três vezes no top 10
Super-CoI: Super Capitão da Indústria. Dado a quem venceu o jogo três vezes ou ficou dez vezes no top 10
MOI: Mestre da Indústria. Dado àqueles que foram 30 vezes o top 10 ou dez vezes o vencedor
Designer: reservado para os designers do jogo
Criminoso: Jogadores com 3 a 49 pontos criminais
Gangster: Jogadores com 50 a 149 pontos criminais
Gênio do Crime:Jogadores com mais de 150 pontos criminais